# Höchst am Main
Höchst am Main é uma secção da cidade de Frankfurt am Main.